# Convento do Beato

O Antigo Convento do Beato António ou Convento de São Bento de Xabregas é um convento localizado na Alameda do Beato e Rua do Beato, na freguesia do Beato, em Lisboa. O edifício está classificado como Imóvel de Interesse Público desde 1984.
Teve a sua construção efectuada no século XV, a mando do rei D. Afonso V de Portugal, com vista a ser cumprido o testamento da esposa, a rainha D. Isabel. De acordo com o testamento, no local seria para ser construído um hospício num local onde já havia uma ermida a São Bento, com vista a poder ser utilizado pelos Bons Homens de Vilar. Estes religiosos posteriormente passariam a ser denominados por Cónegos Seculares de São João Evangelista, mas não impediu que a denominação do convento continuasse a invocar São Bento. O convento teria a denominação de Convento de São Bento de Enxobregas até ao fim do século XVI.
Foi Frei António da Conceição que depois orientou a construção do edifício que iria substituir o hospício. Este cónego já na altura tinha a fama de milagreiro e o convento passou a ter a denominação de Convento do Beato António.
Em 1633 foi terminada a obra na nova capela-mor do convento. O terramoto de 1755 provocou poucos danos ao edifício. Nele foram acolhidos os religiosos do Convento dos Lóios e passou a ser sede da paróquia de São Bartolomeu (ao Castelo).
Com a extinção das ordens religiosas em 1834, o convento sofreu danos e a paróquia foi transferida para o convento de Nossa Senhora da Conceição do Monte Olivete. Nessa altura, o Real Hospital Militar veio a ocupar parte do convento. O convento sofreu um incêndio no ano de 1840, tendo-se dado a destruição da igreja e parte do convento, e o que restou foi adquirido por João de Brito, um industrial que aproveitou o local para instalar uma fábrica de moagem de cereais, panificação e malte, sendo também utilizado como armazém de vinhos.
Já no século XX, o espaço tem sido utilizado para eventos de cariz cultural e social. Foi alvo de novo incêndio em 2004, que destruiu cerca de 70% do edifício, tendo sido reaberto ao público em 2005.
Ficou internacionalmente conhecido por ser palco da gravação do álbum Acoustica da banda alemã Scorpions em 2001. 